# 麦麦提图尔孙·琼
麦麦提图尔孙·琼（維吾爾語：مەمەتتۇرسۇن چوڭ‎，1988年1月13日—）是中国拳击运动员，维吾尔族。出生于新疆维吾尔族自治区喀什地区疏勒县，2002年被选入新疆拳击集训队。2004年参加亚洲少年锦标赛获得亚军。2006年代表国家队参加世界杯获第五名，2009年参加了第十一届全运会获得冠军，代表国家参加2007年、2011年世锦赛和2008年北京奥运会，2011年获亚洲锦标赛冠军。2012年代表中国出战在英国伦敦举行的奥林匹克运动会拳击比賽男子次中量级拳击比赛。